# Morclofone
Morclofone là một thuốc giảm ho.